# Mécringes
Mécringes település Franciaországban, Marne megyében. Lakosainak száma 208 fő (2022. január 1.). Mécringes Dhuys-et-Morin-en-Brie, Le Gault-Soigny, Montmirail (Marne), Morsains és Rieux községekkel határos.

## Népesség
A település népességének változása:
| Lakosok száma | 154  | 126  | 160  | 137  | 186  | 193  | 204  | 207  | 210  | 208  |
|               | 1968 | 1982 | 1990 | 2006 | 2013 | 2015 | 2017 | 2019 | 2020 | 2022 |